# فامفاكوبولون (هانيا)
فامفاكوبولون (Βαμβακόπουλον) هي مدينة في خانيا في اليونان.
يبلغ عدد سكانها حوالي 1734 نسمة.